# 甄彥文
甄彥文（1928年—2019年10月11日），筆名豫孟東、甄選、甄得心，河南孟縣東窯村人，中華民國陸軍退伍榮民、作家，八旬時開始在新竹縣湖口鄉眷村自辦每年國慶、元旦升旗活動。

## 生平
甄彥文20歲隨國軍來臺灣，1948年在金門島擔任上士正逢八二三炮戰，後以湖口裝甲兵部隊上尉通信官退役，住在新竹縣湖口鄉中興村，育四男一女，1999年時得新竹縣模範父親表揚。
其子新竹縣縣議員甄克堅表示、父親喜歡閱讀、有寫日記習慣。甄彥文會以筆名投稿過去家鄉西虢對日抗戰的往事、在臺灣與子女出遊的日常等。他也和早年在裝甲兵基地裡退役的老兵，組成中興藝文社，曾展出大家的書畫作品。
甄彥文還以愛作菜出名，當有人邀請他免費教別人作家鄉菜，二話不說就一口答應。在金門的戰友陳順卿回憶，他當時因感冒畏寒，甄彥文特別煮了一鍋豆皮辣椒湯，叮嚀他喝湯暖身子，一定要健康、平安退伍返家，使他銘記在心。甄彥文也喜歡煮全席給子女吃，並講述當年離家時父母煮菜的回憶。
甄彥文在八旬時於湖口眷村發起每年國慶、元旦升旗活動，除眷村司令台高掛國旗，會定期幫忙附近榮民舉辦慶生茶會。他會挨家挨戶廣發邀請函請眾人一塊參與，使得升旗典禮也漸漸成為地方的傳統。
2017年，甄彥文透過警方幫助，在嘉義縣鹿草鄉找到失聯60年的戰友陳順卿。同年9月3日，新竹縣文化局舉辦湖口裝甲新村（乙村）揭修復計畫啟動說明會上，高齡90歲的甄彥文，以曾是裝甲部隊一分子發表感言，並表示在身後把值得展示、收藏的文物都捐給此計畫。
2019年10月9日，中華民國國慶前夕，當甄彥文布置升旗司令台時不慎跌落台下，頭部顱內出血、中樞神經衰竭，於11日離世，享耆壽91歲。

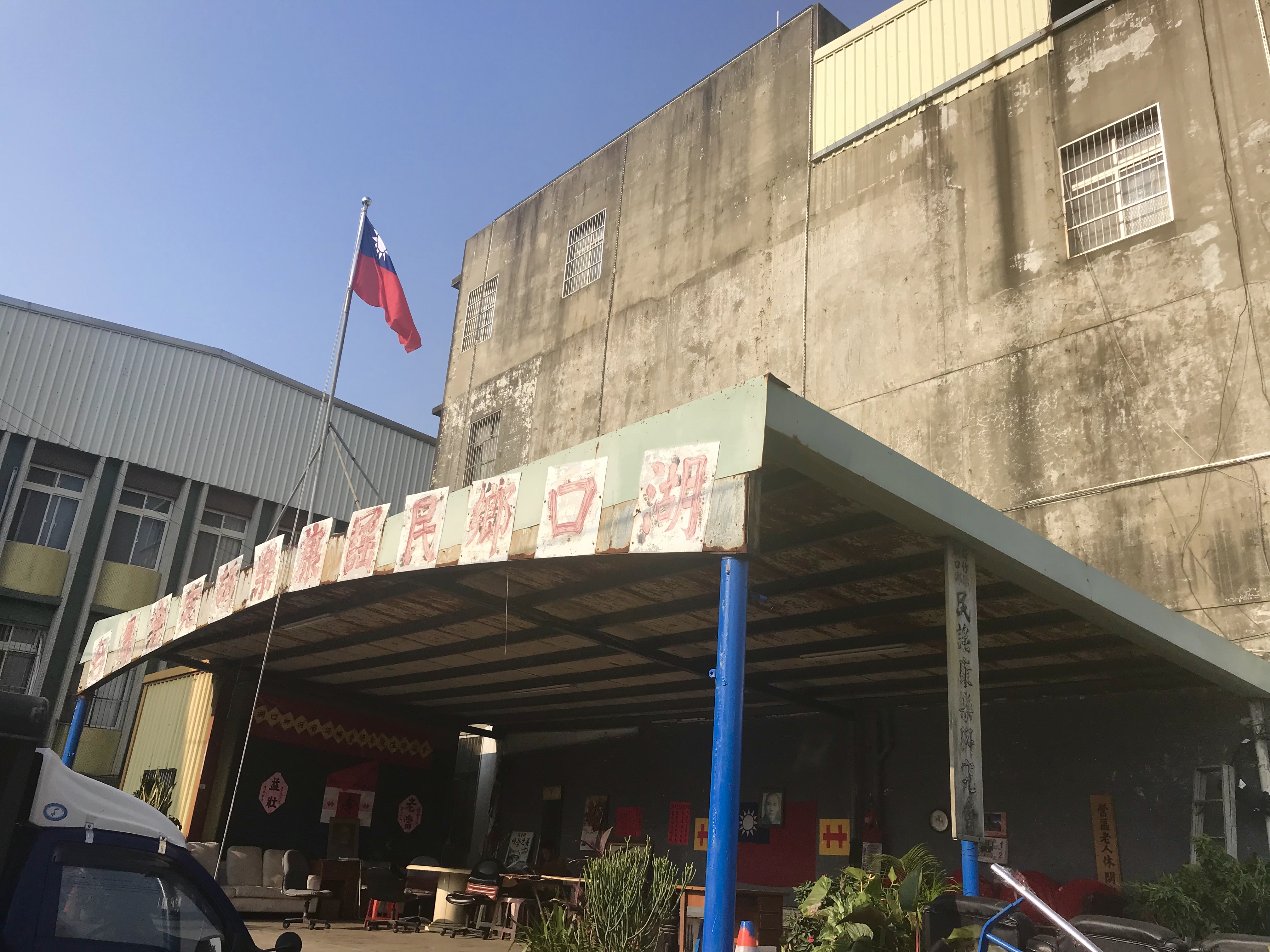
湖口鄉中興村黃昏市場旁的司令台，攝於2019年10月。